# Йыэлепа
Йы́элепа (эст. Jõelepa), ранее также Йы́элепе (эст. Jõelepe) — деревня в волости Сааремаа уезда Сааремаа, Эстония.
До административной реформы местных самоуправлений Эстонии 2017 года входила в состав волости Вальяла (упразднена).

## География и описание
Расположена в центральной части острова Сааремаа, в 22 км к северо-востоку от волостного и уездного центра — города Курессааре. Высота над уровнем моря — 15 метров.  
Климат умеренный. Официальный язык — эстонский. Почтовый индекс — 94331.

## Население
По переписи населения 2021 года, в Йыэлепа насчитывалось 47 жителей, из них 44 (95,7 %) — эстонцы.
По данным переписи населения 2011 года в деревне проживали 39 человек, все — эстонцы.
Численность населения деревни Йыэлепа по данным переписей населения:
| Год  | 1959 | 1970 | 1979 | 1989 | 2000 | 2011 | 2021 |
| ---- | ---- | ---- | ---- | ---- | ---- | ---- | ---- |
| Чел. | 144  | ↘ 90 | ↘ 65 | ↘ 42 | → 42 | ↘ 39 | ↗ 47 |

## История
Деревня Йыэлепа возникла как поселение на землях бывшей мызы Кельн (нем. Köln, Лёэне, эст. Lööne mõis) в 1920-х годах, после земельной реформы; иногда её называли поселением Лёэне. В границах современной Йыэлепа ранее находилась мыза Еггис (нем. Jöggis, Йыгизе, эст. Jõgise mõis), сведения о которой имеются уже с 1444 года (Jehgel).
В советское время на территории деревни (в настоящее время — на частной земле) был установлен памятный камень, посвящённый событиям последнего года Второй мировой войны, с надписью на эстонском языке «Слава бойцам 300-го стрелкового полка Эстонского стрелкового корпуса, освободившим Вальяла». В протоколе от 30 ноября 2022 года рабочая группа по советским памятникам при Госканцелярии Эстонии признала этот памятник «красным монументом», подлежащим удалению из общественного пространства, и он был ликвидирован осенью 2022 года (см. Список советских военных памятников Эстонии).

## Происхождение топонима
Название деревни состоит из двух частей: jõgi ~ jõe («река») и окончания lepa, которое заменило, вероятно, изначальное lõpe (в значении «залив»).

## Комментарии
1. ↑  Эстонские топонимы, оканчивающиеся на -а, не склоняются и не имеют женского рода (исключение — Нарва)[6].